# Oreonetides vaginatus
Espèce
Synonymes
- Erigone vaginata Thorell, 1872
- Erigone adipata L. Koch, 1872
- Linyphia reticulata O. Pickard-Cambridge, 1873
- Erigone macrochaera Thorell, 1875
- Microneta crassimanus Emerton, 1882
- Erigone ululabilis Keyserling, 1886
- Gongylidium tuberosum Emerton, 1915
- Aigola pauliana Chamberlin, 1921
- Aigola tuberella Chamberlin, 1921
- Aigola crassimana Crosby, 1937
- Labuella prosaica Chamberlin & Ivie, 1943

Oreonetides vaginatus est une espèce d'araignées aranéomorphes de la famille des Linyphiidae.

## Distribution
Cette espèce est se rencontre en zone holarctique.

## Publication originale
- Thorell, 1872 : Om några Arachnider från Grönland. Öfversigt af Kongliga Vetenskaps-Akademiens Förhandlingar 29: 147-166.